# Niklas Sjögren
Kjell Mats Niklas Sjögren, född 11 januari 1966 i Moheda församling i Kronobergs län, är en svensk TV-journalist. Han har genomgått journalistutbildning vid Göteborgs universitet och därefter varit knuten till Sveriges Television i Växjö, där han arbetat med Smålandsnytt. Numera är han utrikeskorrespondent i Asien och bosatt i Bangkok, Thailand.